# Debra Meiburg
 (avril 2020).
Debra Meiburg, née dans le comté de Sonoma, est une journaliste multimédia primée, éducatrice œnologique, juge de vin et première récipiendaire du titre de Master of Wine en Asie basée à Hong Kong,. 
Elle est également directrice fondatrice, avec le Hong Kong Trade Development Council, du Cathay Pacific Hong Kong International Wine & Spirit Competition. Maintenant dans sa 10e année, il s'agit du plus grand concours panasiatique de vins. Après avoir réussi les examens de comptable public agréé (CPA), Meiburg était auparavant comptable chez PricewaterhouseCoopers Hong Kong. Le changement de carrière de Meiburg dans le vin la fait se concentrer sur l'enseignement et le journalisme, mais elle travaille aussi dans des vignobles et des vignobles au Chili, à Bordeaux, en Afrique du Sud et à New York.

## Biographie

### Éducation
En 2008, Meiburg obtient la qualification de Master of Wine de l'Institute of Masters of Wine au Royaume-Uni. Généralement considérée dans l'industrie du vin comme l'un des plus hauts standards de connaissances professionnelles, Meiburg reçoit le titre après sa thèse, « L'éducation et la formation viticoles à Hong Kong et en Chine : quelles sont les connaissances du vin et besoins éducatifs du commerce du vin? ». 
Meiburg a également une maîtrise en gestion de l'accueil et des services et est une éducatrice certifiée en vin, par la Society of Wine Educators. Elle est titulaire d'un certificat d'évaluation sensorielle avancée du vin de l'Australian Wine Research Institute et d'un certificat supérieur avec distinction du Wine and Spirit Education Trust, Royaume-Uni. 

## Prix et reconnaissances
- Septième des 50 femmes les plus puissantes dans le domaine du vin par The Drinks Business[6]
- Il Premio Internazionale (Vinitaly International Award 2012)[7]
- Liste de Decanter de sept noms à surveiller en 2013[8]
- China Power List par Wine Magazine 2012[9]
- Wine Business International - Journaliste du vin la plus influente à Hong Kong[10]
- Entrepreneur de l'année, South China Morning Post et AmCham, Women of Influence Awards 2013[11]
- Dame d'Honneur de l'Ordre des Hospitaliers de Pomerol
- Prix du meilleur des meilleurs orateurs au sein de l'Organisation des jeunes présidents

### Éducatrice œnologique
Debra Meiburg était professeure de vin à la School of Hospitality and Service Management, Rochester Institute of Technology. Ses postes actuels dans l'enseignement du vin à Hong Kong incluent examinateur externe du diplôme professionnel en évaluation et service du vin à l'université ouverte de Hong Kong (chinois traditionnel: 香港 公開 大學) et consultante en formation adjointe, Hong Kong Institute of Vocational Education (IVE) (chinois traditionnel: 香港 專業 教育 學院). Meiburg est une éducatrice de vin certifiée, de la Society of Wine Educators. 

### Journalisme du vin
Meiburg est l'autrice du Guide de Debra Meiburg pour le commerce du vin de Hong Kong, du Guide de Debra Meiburg pour le commerce du vin de Shanghai, du Guide de Debra Meiburg pour le commerce du vin de Singapour et du vin de dégustation primé avec Debra. Elle est la créatrice de Grape Cues, une série de cartes d'étude de l'industrie du vin. 
Elle est chroniqueuse pour le South China Morning Post et a été rédactrice en chef du groupe du magazine Asian Tatler. D'autres publications Meiburg ont contribué à inclure WINE Magazine (Guangzhou, Chine), Jetsetter Magazine, Journal of American Wine Society, Rochester Democrat &amp; Chronicle et Rochester Magazine. 

### Médias de diffusion
Meiburg est productrice et animatrice de Taste the Wine, une émission télévisée sur le voyage du vin. Elle est également créatrice et animatrice de la série hebdomadaire d'interviews vidéo en ligne Meet the Winemaker lancée en décembre 2009. Enregistrée à Hong Kong, Meiburg interviewe des vignerons, des propriétaires de vignobles et d'autres personnalités du monde du vin. Les épisodes ont mis en vedette des personnalités du vin, notamment Ernst Loosen, Sam Neill, Emmanuel Cruse (Grand Maître de la Commanderie de Bordeaux), Philippe Magrez (fils du magnat français Bernard Magrez). Meet the Winemaker est hébergé sur YouTube sur la chaîne Meet the Winemaker. Meiburg est également l'hôte d'une série de courtes vidéos éducatives sur le vin diffusées dans environ 20 000 taxis en Chine et à Hong Kong, et est présentatrice de nombreux documentaires sur le vin, tels que The New Wines of Greece. 

### Jugement du vin
Meiburg est un juge de vin certifiée par l' American Wine Society. Les compétitions internationales qu'elle a jugées comprennent le Sydney International Wine Competition, Argentina Wine Awards, McLaren Vale Wineshow, Royal Melbourne Wine Awards, Sonoma County Harvest Fair Wine Competition, SOPEXA: Everyday Bordeaux, Cathay Pacific Hong Kong International Wine & Spirit Competition, International Wine &amp; Spirit Competition, Wines of Chile Awards, Qantas Wine Show of Western Australia, Finger Lakes International Wine Competition, WinPac Hong Kong, Concours international des vins de l'Est, Decanter Hungary, International Wine Challenge et la foire de l'État de New York. 